# Campeonato de Wimbledon 1920
La edición 40.º del Campeonato de Wimbledon se celebró  entre el 21 de junio y el 3 de julio de 1920 en las pistas del All England Lawn Tennis and Croquet Club de Wimbledon, Londres, Inglaterra.
El cuadro individual masculino lo iniciaron 128 jugadores mientras que el femenino  lo iniciaron 50 tenistas.

## Hechos destacados
En la competición individual masculina se impuso el americano Bill Tilden logrando el primer título que obtendría en el torneo al imponerse en la final al australiano Gerald Patterson.
En la competición individual femenina la victoria fue para la francesa Suzanne Lenglen logrando el segundo título que obtendría en Wimbledon al imponerse a la británica Dorothea Douglass.

## Palmarés
| Seniors              | Vencedor                              | Resultado          | Finalista                        | Finalista |
| -------------------- | ------------------------------------- | ------------------ | -------------------------------- | --------- |
| Individual masculino | Bill Tilden                           | 2–6, 6–3, 6–2, 6–4 | Gerald Patterson                 |           |
| Individual femenino  | Suzanne Lenglen                       | 6–3, 6–0           | Dorothea Douglass                |           |
| Dobles masculino     | Chuck Garland Richard Norris Williams | 4–6, 6–4, 7–5, 6–2 | Algernon Kingscote James Parke   |           |
| Dobles femenino      | Suzanne Lenglen Elizabeth Ryan        | 6–4, 6–0           | Dorothea Douglass Ethel Larcombe |           |
| Dobles mixto         | Suzanne Lenglen Gerald Patterson      | 7–5, 6–3           | Elizabeth Ryan Randolph Lycett   |           |

## Cuadros Finales

### Torneo individual  femenino
| Predecesor: 1919                           | Campeonato de Wimbledon 1920 | Sucesor: 1921                                       |
| Predecesor: Campeonato de Australasia 1920 | Grand Slam 1920              | Sucesor: Campeonato nacional de Estados Unidos 1920 |

- Datos: Q1728917